# Ichirō Ōga
Ichirō Ōga (大賀一郎 Ōga Ichirō?) (prefectura de Okayama, Imperio del Japón, 28 de abril de 1883-Tokio, Japón, 15 de junio de 1965) fue un botánico japonés reconocido principalmente por su investigación sobre las semillas de loto antiguas. Su contribución más notable fue la germinación exitosa de una semilla de loto de unos dos mil años de antigüedad, conocida como el loto de Ōga o loto de los dos mil años, lo que le otorgó renombre internacional. A lo largo de su carrera, Ōga contribuyó significativamente al campo de la biología celular de las plantas y al estudio de la longevidad de las semillas de loto. Fue reconocido por su dedicación a la ciencia y la educación, recibiendo varios premios, incluido el prestigioso reconocimiento de la Orden del Tesoro Sagrado. Dejó un legado perdurable en la botánica y en la cultura japonesa.
El legado de Ōga perdura a través de sus contribuciones científicas y su impacto en la cultura japonesa. El loto que germinó sigue siendo un símbolo de paz en Japón y sigue siendo un importante símbolo botánico y cultural en Japón, y su historia continúa siendo estudiada y admirada por generaciones posteriores. Su biblioteca personal, que contiene miles de libros sobre filosofía, religión y ciencias naturales, fue donada a la ciudad de Fuchū (prefectura de Hiroshima) en 1965.

## Biografía
Ōga nació en la villa de Kawairi, en la prefectura de Okayama. Después de completar sus estudios en la escuela secundaria de Okayama en 1901, ingresó a la Universidad Imperial de Tokio, donde se graduó en 1909 del Departamento de Botánica. Su tesis de graduación se centró en la citología de la flor de la campanilla morada. Posteriormente, Ōga se especializó en citología vegetal, específicamente en el proceso de fertilización del loto, lo que marcó el inicio de su carrera científica. Durante sus estudios de postgrado, Ōga se adentró en el campo de la biología celular de las plantas.
A lo largo de su carrera, Ōga ocupó diversos cargos académicos. En 1910, fue nombrado profesor en la Octava Escuela Secundaria en Nagoya y en 1917 se trasladó al instituto educativo de la Compañía del Ferrocarril del Sur de Manchuria, donde comenzó sus investigaciones sobre las semillas de loto antiguas. Durante su estancia en Manchuria, recolectó y estudió semillas de loto que databan de siglos atrás, un trabajo que más tarde le permitió realizar descubrimientos trascendentales en el ámbito de la botánica.
Uno de los mayores logros de Ōga fue la germinación del loto de los dos mil años. En 1951, Ōga recuperó una semilla de loto en un depósito de turba en Kemigawa (prefectura de Chiba). En 1952, la semilla germinó y floreció, lo que representó un hito en la investigación científica, pues la semilla había estado inactiva durante más de dos mil años. Posteriores pruebas de radiocarbono realizadas por la Universidad de Chicago confirmaron que la semilla tenía una antigüedad de 3075 ± 180 años, lo que reforzó la hipótesis de que las semillas de loto podían sobrevivir durante milenios.
El loto de Ōga fue considerado un símbolo de paz y trascendencia histórica, y las semillas de este loto se distribuyeron en diversas regiones de Japón para su preservación. En 1954, la planta fue designada como un monumento natural de la prefectura de Chiba.

## Premios y reconocimientos
A lo largo de su vida, Ōga recibió varios premios por sus logros científicos. En 1953, fue galardonado en Hamburgo por el éxito de la germinación y floración del loto antiguo. Su trabajo fue reconocido internacionalmente, lo que consolidó su reputación como uno de los botánicos más importantes de su tiempo. En reconocimiento a su dedicación a la ciencia, Ōga fue galardonado con la Orden del Tesoro Sagrado en el grado de tercera clase en 1965, poco antes de su fallecimiento.

## Obras
Ōga fue un prolífico escritor y contribuyó a varios textos científicos. Entre sus publicaciones más destacadas se incluyen Selección de artículos científicos del Dr. Ichirō Ōga y El loto es un símbolo de paz. Su obra científica dejó una huella importante en el estudio de la botánica y la arqueología, especialmente en el campo de la longevidad de las semillas de loto. Además, sus investigaciones sobre los patrones decorativos en cerámica antigua contribuyeron al entendimiento de la historia cultural de Japón.